# Alla helgon som lyste fram i det ryska landets synaxis
Alla helgon som lyste fram i det ryska landets synaxis är en festdag i den Rysk-ortodoxa kyrkan.
Högtiden är tillägnad alla Rysk-ortodoxa kyrkans helgon och firas på den andra söndagen efter pingst. År 2025 ägde firandet rum den 22 juni enligt den gregorianska kalendern (9 juni enligt den julianska).

## Historik

### Ursprung
Alla helgon som lyste fram i det ryska landets synaxis har sitt ursprung från mitten av 1500-talet efter att metropolit Macarius av Moskva hade hållit två kyrkomöten åren 1547 och 1549, där han kanoniserade ett stort antal helgon.

### Glömmande av högtiden
I slutet av 1600-talet började högtiden att glömmas bort och firades enbart i vissa delar av Ryssland. Under den Synodala perioden (1700–1917) firade enbart de gammaltroende högtiden.
Den 20 juli 1908 skickade en bonde från Vladimir oblast vid namn Nikolaj Osipovitj Gazukin en petition till Rysk-ortodoxa kyrkans heliga synod om att inrätta högtiden igen, vilket avslogs.

### Firande igen
När Rysk-ortodoxa kyrkans lokala råd (1917–1918) inrättades ville professor Boris Alexandrovitj Turaev och munken Athanasius Sacharov återinföra högtiden.
Den 15 mars 1918 dök Turaev upp på ett möte för att skicka in sin begäran om att återinföra högtiden. Den 20 augusti samma år blev Turaevs granskat och den 26 augusti återinfördes till slut festdagen.
På grund av att kommunismen tog makten efter revolutionen 1917 glömdes högtiden nästan bort igen. Den 23 juli 1920 dog Turaev, och Sacharov vågade inte fortsätta arbetet ensam.

### Modern tid
Efter Sovjetunionens upplösning 1991 började kyrkobyggnader att byggas både i Ryssland och utanför Ryssland som är helgade åt högtiden.

## Kontakiontill helgonen
''Utvalda av Gud de heliga helgonen, som lyste fram i det ryska landet, och vår kyrka smyckad som klara stjärnor, har vi i dag kommit förenade med tron, och vi prisar ert mest ärofulla minne. Och ni, som har mod till Frälsaren, befria oss från alla bekymmer och ropa: Gläd er, alla de heliga, som har lyste fram i det ryska landet.''

## Bilder

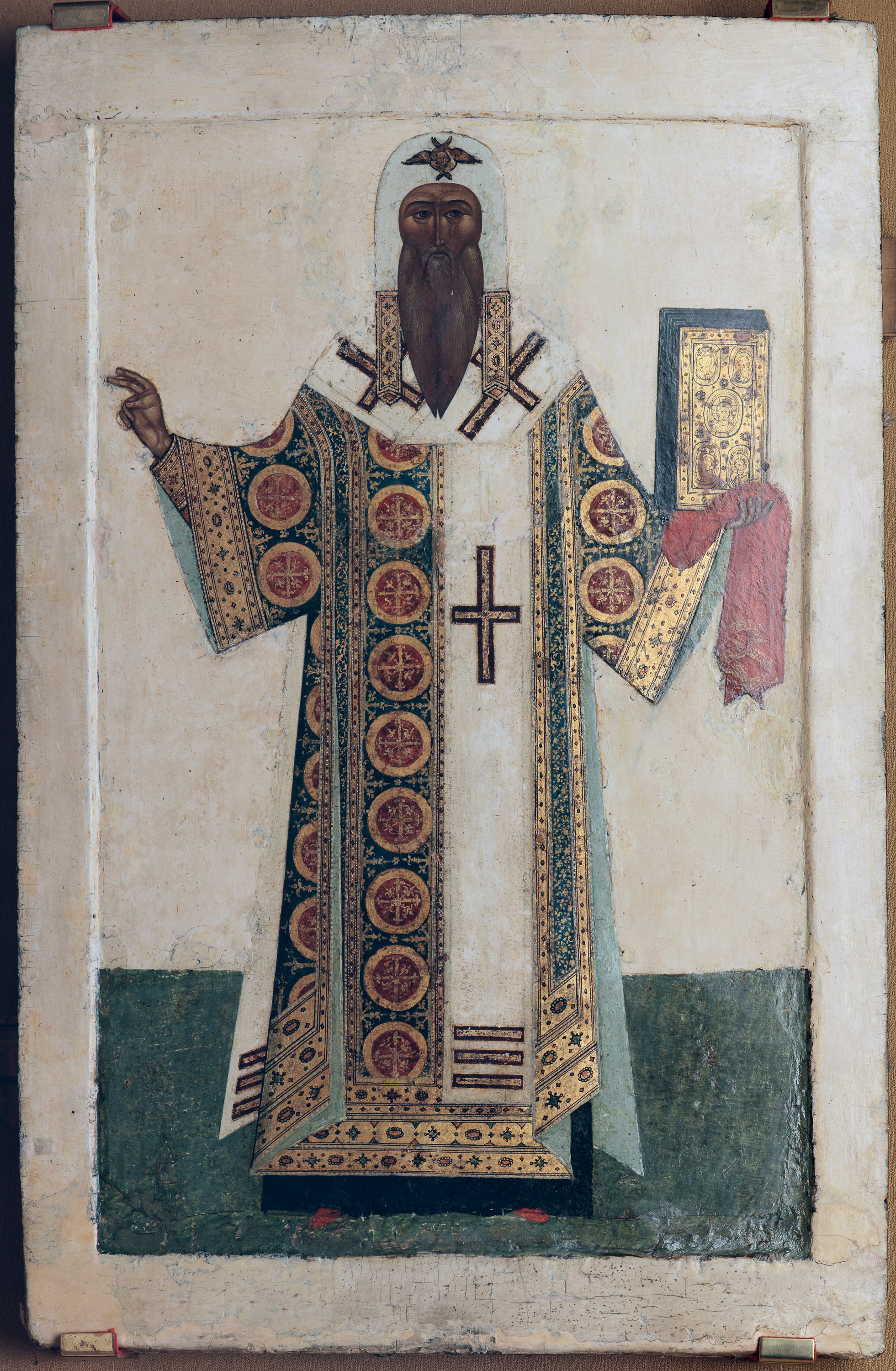
Macarius av Moskva som höll koncilierna (1547 och 1549) och kanoniserade ett antal helgon.
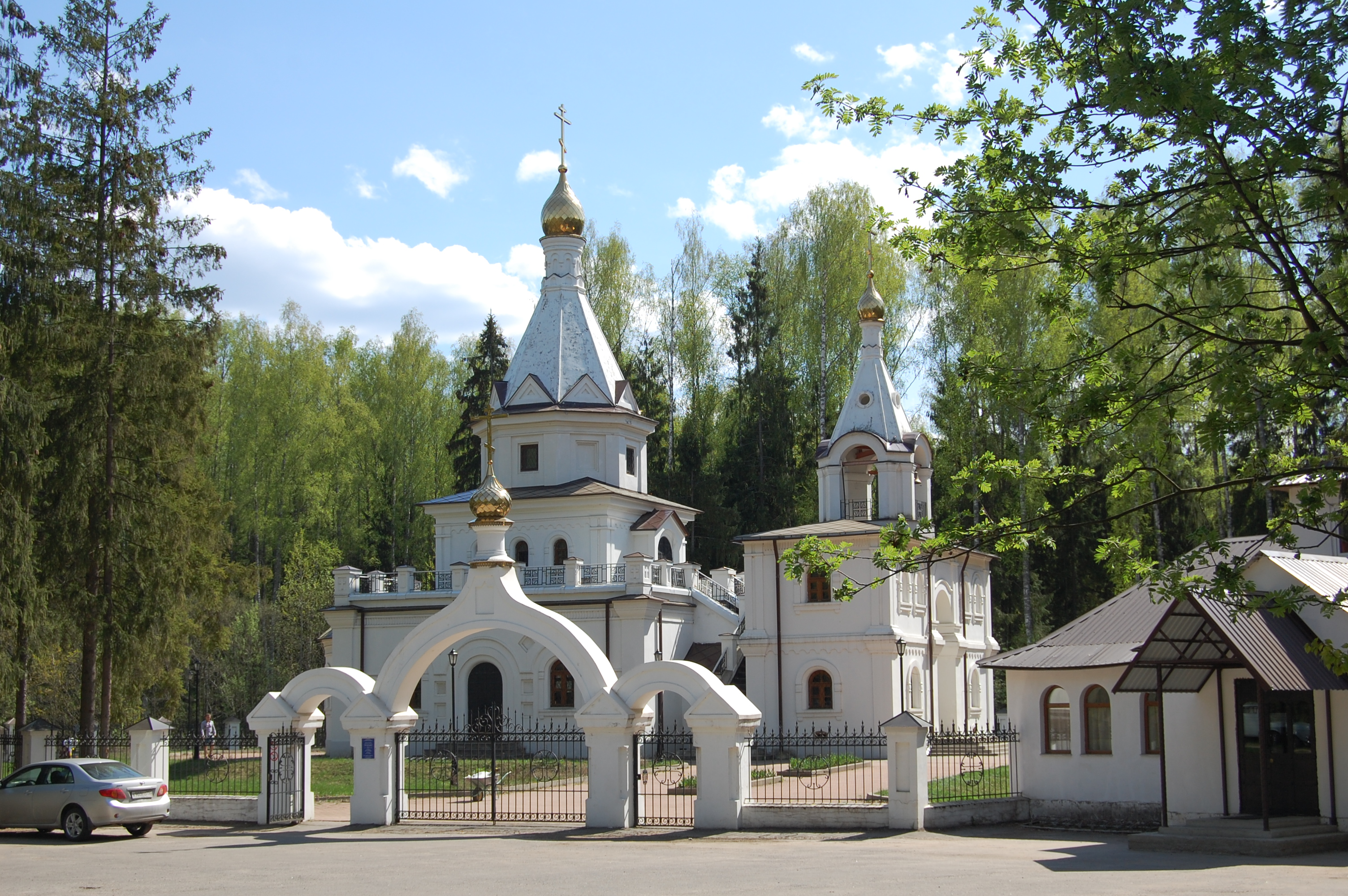
Alla ryska helgons kyrka i Dubna, Ryssland.
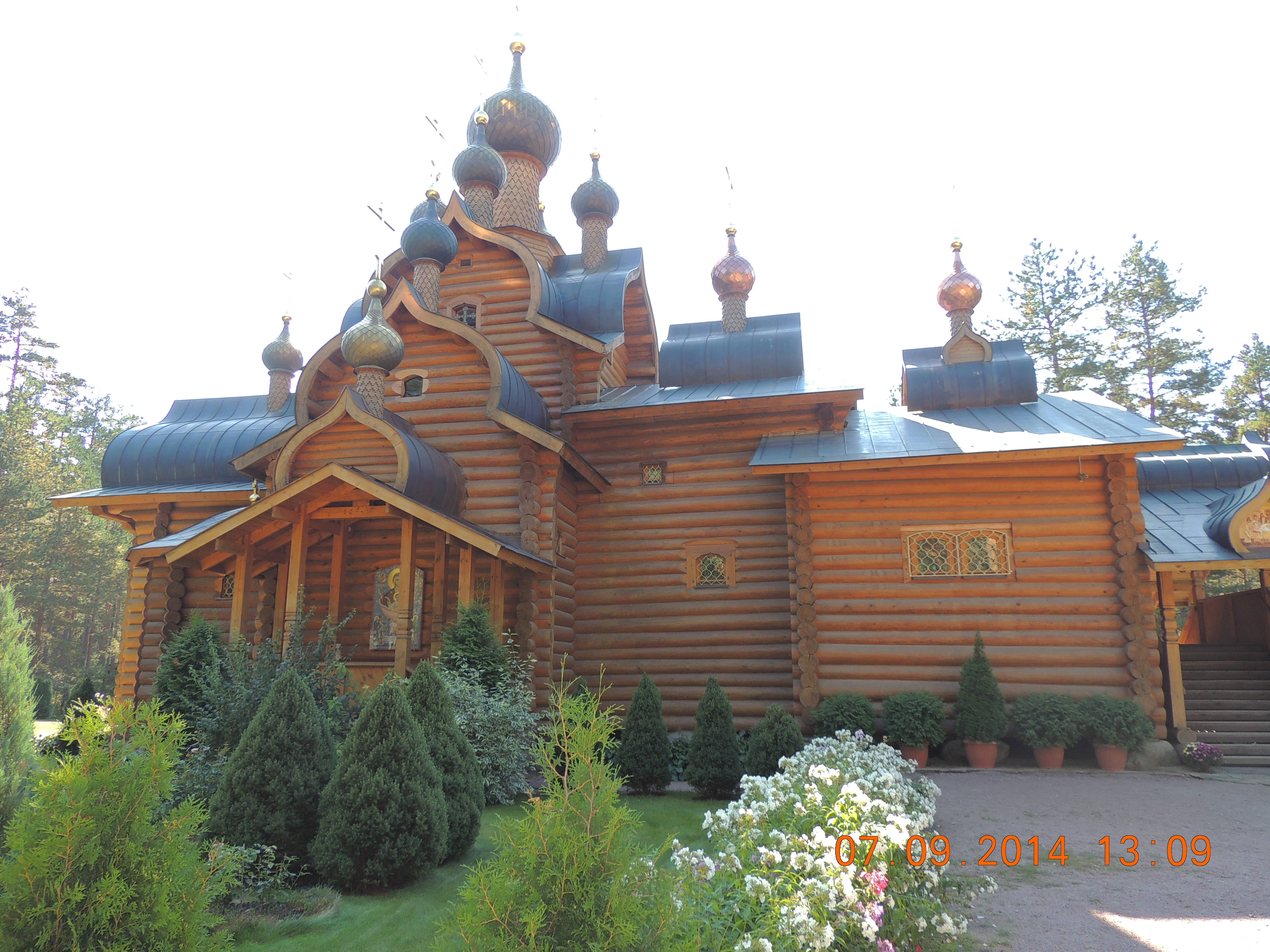
Alla ryska helgons kyrka i Sosnovo, Ryssland.
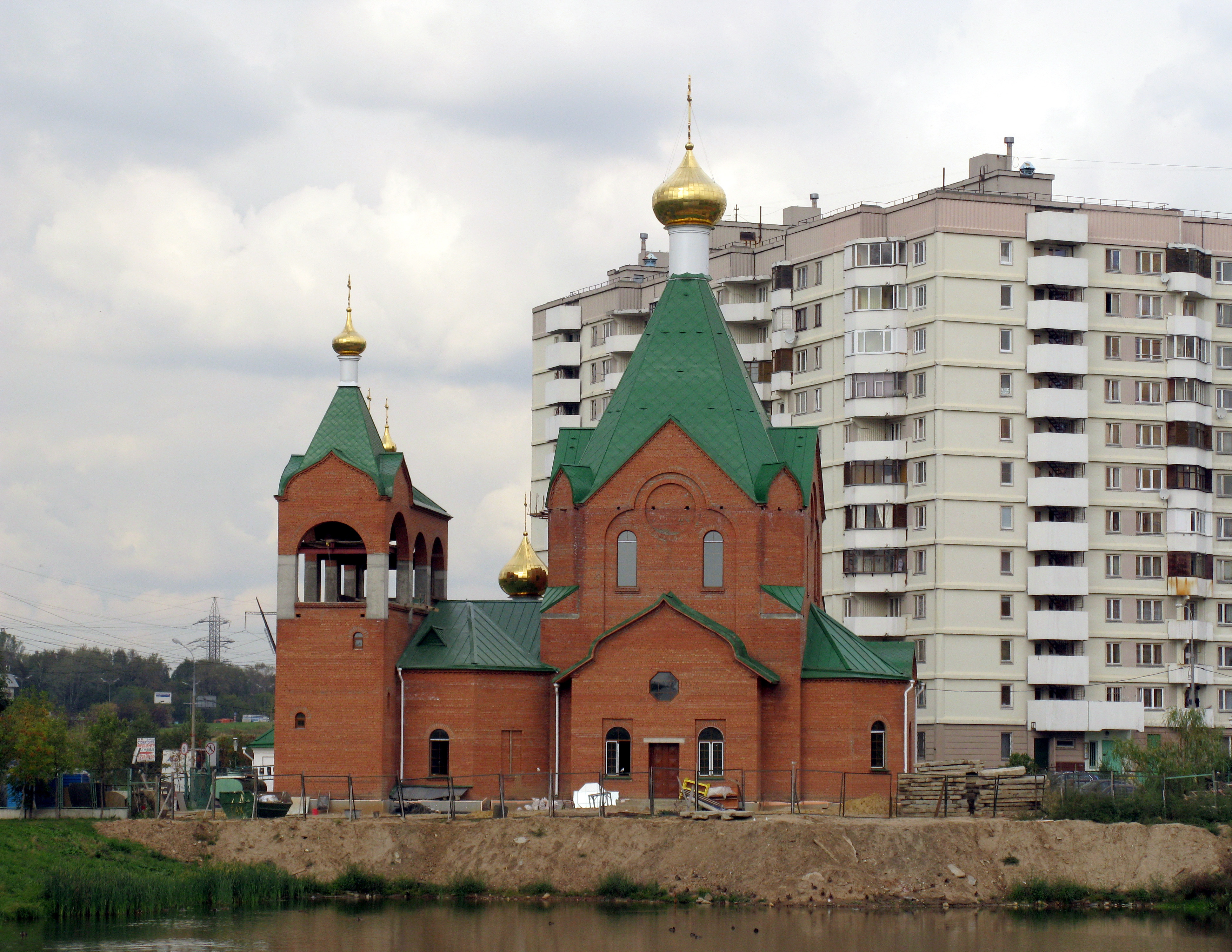
Alla helgon i Rysslands kyrka i Novokosino, Ryssland